# Annetje Fels-Kupferschmidt

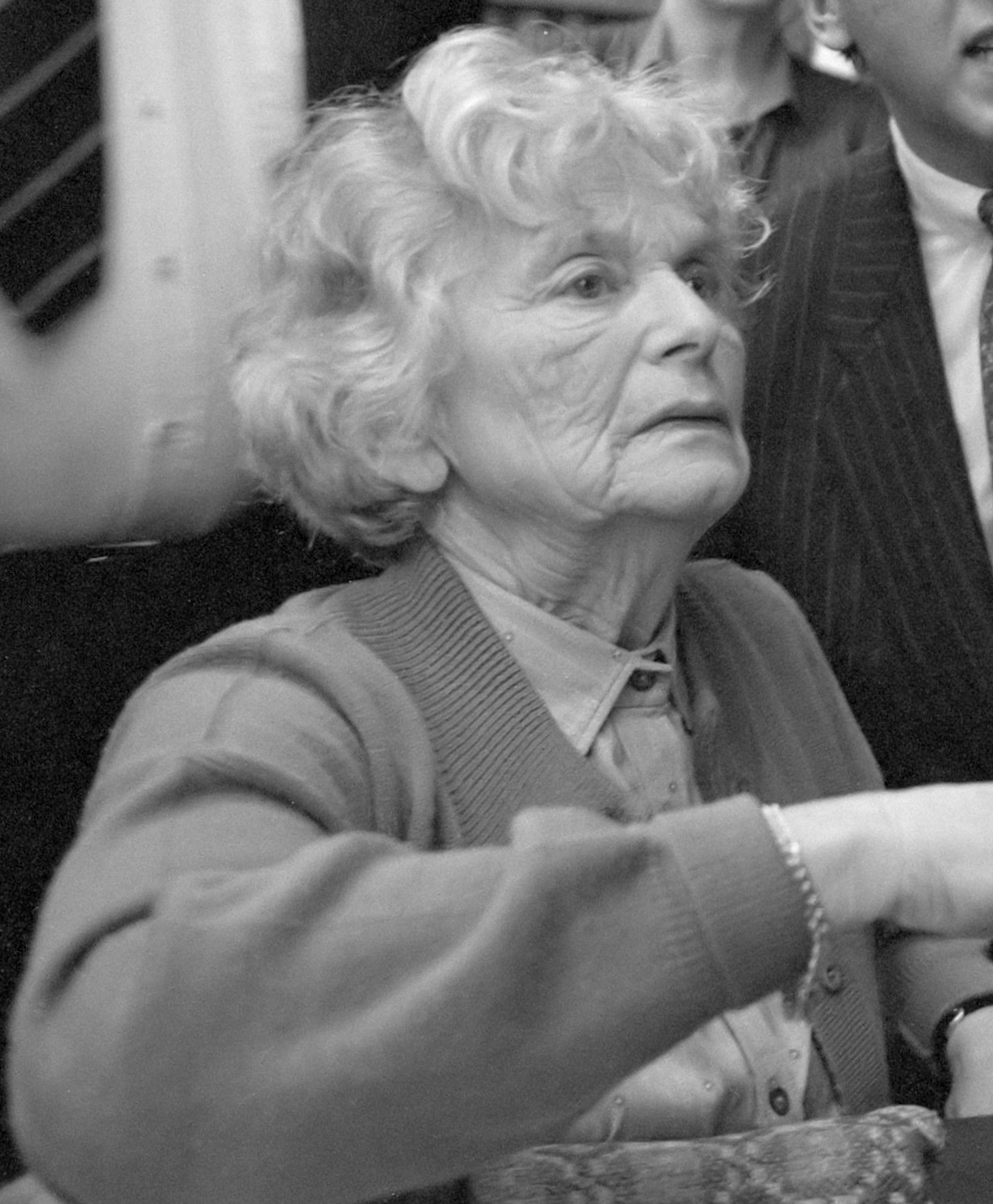
Annetje Fels-Kupferschmidt (1989)

Annetje Fels-Kupferschmidt, auch Channah Sarah Kupferschmidt (geboren 24. September 1914 in Köln; gestorben 11. Dezember 2001 in Amstelveen) war eine jüdische Widerstandskämpferin gegen den Nationalsozialismus und eine der Gründerinnen des „Nederlands Auschwitz Comité“ (niederländisches Auschwitz-Komitee).

## Leben
Annetje Kupferschmidt wurde 1914 als drittes von sechs Kindern des Fotohändlers Moses Lazor Kupferschmidt (1888–1943) und von Lina Weichselbaum (1888–1926) in Köln geboren. Ihre Elten waren mittellose orthodoxe polnische Juden, die vor dem wachsenden Antisemitismus in ihrem Land geflohen waren. Mit dem Umzug der Familie in die Niederlande 1916 verbesserte sich die finanzielle Lage der Familie allmählich. Der Vater baute in Scheveningen einen Gebrauchtwarenhandel auf, spezialisierte sich in den frühen 1920er Jahren auf den Verkauf von gebrauchten Kameras und konnte mit seiner Familie in eine repräsentative Wohnung in der Zoutmanstraat 57 in Den Haag ziehen, wo er auch sein Geschäft führte. Zur selben Zeit erkrankte die Mutter und starb nach langer Krankheit im Jahr 1926. Annetje Kupferschmidt absolvierte die „handelsdagschool“ (kaufmännische Schule) und machte im Anschluss eine Ausbildung zur Kindergärtnerin für Montessoripädagogik. Ihr Vater heiratete später erneut, ihre Halbschwester Ruthi wurde 1933 geboren. Als deren Mutter 1938 starb, kümmerte sich Annetje Kupferschmidt vorübergehend um das Kind. Nach einer kurzen Beschäftigung als Gouvernante in Belgien war Annetje Kupferschmidt ab 1937 als Kindergärtnerin in Rotterdam tätig. Außerdem leitete sie das „Zwaluwnest“ in Rotterdam, eine Einrichtung für benachteiligte jüdische Mädchen, die auf Initiative des „Joodse Vrouwenraad“ (Jüdischer Frauenrat) entstanden war und engagierte sich in der zionistischen und antifaschistischen Bewegung. Ihre Beziehung zu einem nichtjüdischen jungen Mann scheiterte, unter anderem, weil ihr orthodoxer Vater einer Heirat nicht zugestimmt hätte.

### Zeit des Nationalsozialismus
Im November 1939 heiratete Annetje Kupferschmidt den jüdischen Studenten Hans Polak (1916–1945), der sich in denselben politischen Organisationen wie sie bewegte, und zog zu ihm nach Rotterdam in die Breitnerstraat 74c. Während des Krieges und der Besetzung der Niederlande engagierte das Paar sich im kommunistischen Widerstand. Im März 1941 gingen sie zurück nach Den Haag und bezogen eine Wohnung im Leyweg 584. Kurz darauf musste Hans Polak untertauchen, nachdem seine Widerstandsgruppe „Joods Studentenverzet“ verraten worden war. Im August 1941 wurde die Tochter Chaja geboren. Im Frühjahr 1942 brachte Annetje Kupferschmidt ihre Tochter bei dem befreundeten Künstlerpaar Kees und Tina Hos in Rijswijk in Sicherheit. Auch sie selbst und ihr Mann konnten sich dort verstecken. Als sie im April 1944 verraten und verhaftet wurden, gelang es dem Ehepaar Hos, Chaja zu retten, indem sie das Mädchen als ihr eigenes Kind ausgaben. Um Informationen über den Widerstand zu erlangen, wurden Annetje Kupferschmidt und ihr Mann wochenlang im Gefängnis Oranjehotel in Scheveningen festgehalten. Nachdem sie in den Verhören und  bei Folterungen keine Informationen preisgegeben hatten, wurden sie in das Durchgangslager Westerbork verlegt. Annetje Kupferschmidt wurde Anfang Mai 1944 in das KZ Auschwitz-Birkenau deportiert, ihr Mann einige Monate später. Er starb im Februar 1945 im KZ Dachau. In Auschwitz-Birkenau arbeitete sie in der Küche. Am 18. Januar 1945 wurde sie mit anderen gehfähigen KZ-Häftlingen im Zuge der „Räumungsaktionen“ der SS-Wachmannschaften in der Schlussphase des Krieges auf einen Todesmarsch geschickt. Nach drei Tagen wurden sie und ihre Mitgefangenen in Eisenbahnwaggons weitertransportiert. Sie erreichte das KZ Neustadt-Glewe, ein Außenlager des KZ Ravensbrück, entkräftet und an Typhus erkrankt. Das Lager wurde am 2. Mai 1945 durch Truppen der Roten Armee befreit und die entkräfteten Gefangenen mit Nahrung und medizinischer Hilfe versorgt. Da es keine Unterstützung durch die niederländische Regierung zur Heimkehr gab, blieb Annetje Kupferschmidt noch einige Zeit im Lager. Nachdem sie sich etwas erholt hatte, gelangte sie in einer einwöchigen Reise nach Hause.

### Nach dem Krieg
Nachdem Annetje Kupferschmidt in die Niederlande zurückgekehrt war, lebte sie zunächst in der Prins Hendrikstraat 15 in Den Haag und sorgte wieder für ihre Tochter Chaja, die den Krieg in verschiedenen Verstecken und beim Ehepaar Hos überlebt hatte. Außerdem kümmerte sie sich erneut um ihre Halbschwester Ruthi. Ihr Vater, ihre Brüder und die meisten ihrer Verwandten hatten den Krieg nicht überlebt. Im Juli 1946 zog sie nach Amsterdam in die Haarlemmermeerstraat 120-1 und heiratete im November 1946 einen alten Freund, den Widerstandskämpfer und Journalisten Cornelis „Cor“ Fels (1907–1962), der im KZ Herzogenbusch und KZ Buchenwald inhaftiert gewesen war. 1946 wurde Tochter Ellen geboren, 1948 Sohn Hans. Annetje Fels-Kupferschmidt und ihr Mann waren aktive Mitglieder der Communistische Partij van Nederland (CPN), und er arbeitete als Journalist für De Waarheid. 1956 eröffneten sie ein Eisenwarengeschäft in der Amsterdamer Ten Katestraat.

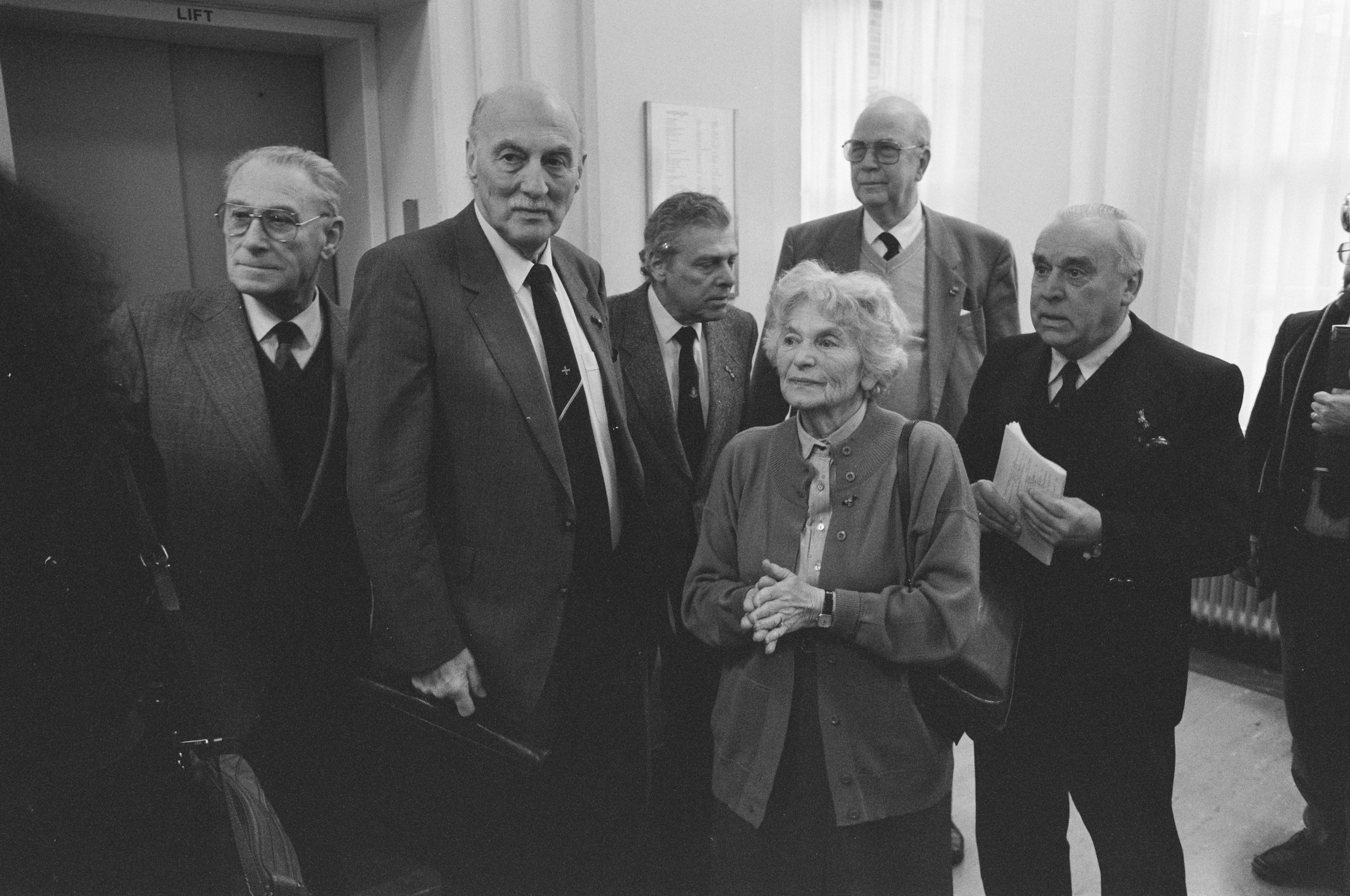
Annetje Fels-Kupferschmidt bei der Anhörung vor der Zweiten Kammer der Generalstaaten mit dem Justizkommissar zur Freilassung der Kriegsverbrecher im „Vier von Breda“-Prozess, 1989.

1956 war Annetje Fels-Kupferschmidt an der Gründung des „Nederlands Auschwitz Comité“ (niederländisches Auschwitz-Komitee) beteiligt. Zudem war sie Vorstandsmitglied des 1952 gegründeten internationalen Auschwitz-Komitees. 1965 trat sie als Nebenklägerin im Auschwitz-Prozess in Frankfurt am Main auf. Mit dem Komitee setzte sie sich unter anderem gegen die Freilassung von Kriegsverbrechern und für Leistungen für Verfolgte ein. Diese Bemühungen mündeten 1972 in den Niederlanden in das „Wet uitkeringen vervolgingsslachtoffers 1940-1945“ (WUV) (Gesetz über die Leistungen für Verfolgungsopfer 1940–1945). Von 1974 bis 1994 war sie Vorsitzende des niederländischen Auschwitz-Komitees.
Im Dezember 2001 starb Annetje Fels-Kupferschmidt im Zentralisraelitischen Krankenhaus in Amstelveen.

## Ehrungen und Gedenken
Annetje Fels-Kupferschmidt wird in den Büchern In het landschap van mijn ouders (Amsterdam 1998) ihres Sohnes Hans und in Salka (Amsterdam 2004) ihrer Tochter Chaja thematisiert. In zwei Filmen ihres Sohnes Hans spielte sie eine herausragende Rolle: Namens onze Ouders (1978, in Zusammenarbeit mit Monique Wolf) und De Schending (1990, in Zusammenarbeit mit Jan Blokker). Die Fernsehdokumentation Over leven von Gideon Levy aus dem Jahr 2000 enthält Interviews mit Annetje Fels. Die Kameraführung übernahm ihr Enkel Martijn van Beenen.
- Nach ihrem Rücktritt als Vorsitzende ernannte der Vorstand des niederländischen Auschwitz-Komitees Annetje Fels-Kupferschmidt 1994 zum Ehrenmitglied.
- In der als Erinnerungsstätte und Ausstellungsort genutzten Hollandsche Schouwburg in Amsterdam wurde 1994 eine 1992 von Geurt Brinkgeve gestaltete Bronze-Büste von Annetje Fels-Kupferschmidt enthüllt.[5]
- Die Brücke 418 in Amsterdam-Zuid wurde in „Annetje Fels-Kupferschmidtbrug“ benannt.[6]
- Annetje Fels-Kupferschmidt wurde zur Offizierin des Ordens von Oranien-Nassau ernannt.
- Auszeichnung mit der Silbermedaille der Stadt Amsterdam.
- Seit 2001 wird jährlich ein nach ihr benannter Preis an Personen verliehen, die einen außergewöhnlichen Beitrag zur Verwirklichung der Ziele des Auschwitz-Komitees geleistet haben.[3][7]